# Joseph Jackson
 Der er for få eller ingen kildehenvisninger i denne artikel, hvilket er et problem. Du kan hjælpe ved at angive troværdige kilder til de påstande, som fremføres i artiklen.

Joseph Walter Jackson (født 26. juli 1928 i Arkansas, død 27. juni 2018 i Las Vegas) var en amerikansk manager samt far til den musikalske Jackson-familie. 
Han var kranfører på stålværket US STEEL og drømte om at slå igennem som rockstjerne med sit eget band, der dog aldrig kom nogen vegne. Han mødte Katherine Jackson og fik de berømte Jacksonbørn, inklusiv den verdensberømte Michael Jackson, og opdagede snart at de var mere talentfulde end han selv var. Dette udnyttede han prompte ved at disciplinere dem hårdt, træne dem konstant og booke jobs til dem på steder som barer, stripklubber, medborgerhuse, private fester, osv. Her optrådte gruppen under navnet The Jackson 5. Efter årevis med sådanne optrædener, fik gruppen mulighed for at aflægge prøve hos det succesrige pladeselskab Motown, som var ansvarligt for kunstnere som Smokie Robinson, Diana Ross og The Temptations. Prøven førte, efter pres fra Berry Gordys sekretær Suzanne De Passe, til at gruppen fik en pladekontrakt, hvilket for alvor satte gang i deres karriere. De var de første sorte kunstnere, som udgav fire lp'er i træk, der kom til at ligge på førstepladsen af hitlisterne.
Joseph Jackson har med årene fået megen kritik for sin strenge disciplin og fordi han lagde fysisk og psykisk pres på sine børn. Michael, La Toya, Tito, Jermaine og Janet Jackson har alle fortalt om de tæsk de fik, hvordan Joseph drev psykisk terror på sine børn, for at "give dem hård hud". Blandt andet stod han med sit bælte i hånden, når Jackson 5 øvede deres koreografi, og piskede de af sønnerne, der lavede fejl i dansetrinnene, "så de ville lære dem hurtigere". I hjemmet fik børnene tæsk hvis de modsagde Joseph, hvis de ikke ville arbejde hver dag efter skole og hvis de var trætte og ikke ville øve. Michael har i interviews talt om, hvordan han fik tæsk, når han købte slik og bøger, han ville læse, for de penge han fik for sine optrædener.
Michael Jacksons mor, Katherine, har i sin selvbiografi (der blev anvendt som grundlag for en fem timer lang tv-miniserie i 1992) fortalt om Josephs mange seksuelle sidespring, samt at han var imod børnenes interesse for det modsatte køn, da de blev teenagere. Ligeledes fortalte hun, hvordan børnene ikke måtte kalde deres far andet end Joseph, hvorfor hun nægtede at svare på sit eget navn, Katherine. Hende skulle de have lov at kalde mor.
La Toya fortalte i Celebrity Big Brother, da hun deltog i programmet i Storbritannien, hvordan Michael ofte spurgte hende om hun ville sørge hvis Joseph døde. "Jeg ville ikke fælde en tåre," skulle Michael have sagt i disse samtaler.

## Familie
Joseph Jackson er gift med Katherine Jackson, som han har ti børn sammen med.
1. Rebbie Jackson (1950), datter
2. Jackie Jackson (1951), søn
3. Tito Jackson (1953), søn
4. Jermaine Jackson (1954), søn
5. La Toya Jackson (1956), datter
6. Marlon Jackson (1957), tvillingsøn
7. Brandon Jackson (1957), tvillingsøn (dødfødt)
8. Michael Jackson (1958), søn
9. Randy Jackson (1961), søn
10. Janet Jackson (1966), datter

Parret har 26 børnebørn.
Katherine søgte om skilsmisse i 1974 og i 1979, men begge ansøgningerne blev trukket tilbage. Et verserende rygte om hvorfor de aldrig blev skilt, er at Joseph truede med at slå hende ihjel, hvis hun gjorde alvor af sit ønske om at blive fri for ham. I 1974 fik Joseph et barn med en groupie og i 1974 blev det påstået, at han havde et forhold til en sekretær på Motown. Groupier, servitricer, sangere i koret og andre kvinder han mødte på turnéer, har ligeledes angiveligt været emner for hans begær.

## Senere liv
Efter Jackson 5 forlod Joseph til fordel for solokarrierer, andre agenter og pladeselskaber, blev han manager for døtrene La Toya og Janet. De forlod ham også til fordel for andre støttemusikere og solokarrierer. Han boede til sin død i Las Vegas.
Under 48 timer efter hans søn Michael Jackson blev erklæret død, deltog han i en pressekonference om dødsfaldet. Han benyttede lejligheden til at promovere sit nye pladeselskab og talte ellers ikke noget særligt om sin søn. Dagen efter gjorde han det igen, som det første han ytrede, da hele familien skulle tale med pressen foran Michaels ranch Neverland. De mange fans, som var til stede under pressekonferencen, har fortalt, at Joseph virkede fuldkommen ligeglad med sin søns død, og at han udelukkende ville promovere sig selv og sine forretninger, ved at udnytte sin søns store popularitet og den hungrende presses opmærksomhed.
Joseph Jackson får ingen del i sin afdøde søns efterladte værdier, da det er kommet frem, at han ikke figurerer i Michael Jacksons testamente som arving af noget som helst – tværtimod går alt hvad Michael Jackson ejer angiveligt til hans tre børn.